# Filipe Nobre de Figueiredo
Filipe Nobre de Figueiredo (Cascais, Cascais, 9 de outubro de 1913 - Lisboa, 24 de abril de 1989) foi um arquitecto português.

## Biografia
Filipe Nobre de Figueiredo nasceu na Rua Afonso Sanches em Cascais. O pai, Alfredo António de Figueiredo, distinguiu-se como construtor civil tendo realizado obras como a Casa Seixas, atual Messe da Marinha (circa 1930), a reconstrução da Igreja dos Navegantes e inúmeras habitações, algumas das quais de considerável complexidade, tendo chegado a dar emprego em simultâneo a largas dezenas de trabalhadores. A mãe, Adelaide Nobre de Figueiredo de Faria e Silva, doméstica, auxiliava-o na gestão da empresa de construção (na parte da contabilidade).
Faleceu a 24 de abril de 1989, sem descendência.
Durante a juventude dedicou-se sempre a atividades ao ar livre com especial predileção pela vela e pela pesca, tendo chegado a ser instrutor de vela. Em colaboração com o amigo Jorge Carvalho construiu uma embarcação de madeira para duas pessoas (batizada de Filjor) na oficina de carpintaria da empresa do pai. Participou em competições nacionais onde conquistou alguns prémios, tais como a Taça Martinho Crespo do Clube Dramático e Sportivo de Cascais a 11 de outubro de 1931 e a Taça D. António de Herédia a 25 de março de 1934. Foi sócio fundador do Clube Naval de Cascais, tendo concebido o logotipo: dois cavalos marinhos amarelos sobre fundo azul escuro.
Estudou na Escola de Belas Artes de Lisboa e Escola de Belas Artes do Porto, tendo terminado o curso de Arquitectura nesta última a 11 de Fevereiro de 1936[carece de fontes?]. Aprovado sócio do Sindicato Nacional dos Arquitectos em sessão de 6 de Março de 1944 com nº de inscrição 74. Estagiou no ateliê do arq. Adelino Nunes.
O seu primeiro ateliê foi na Rua Garrett em Lisboa, de 1945 a 1954, instalando-se depois no edifício do nº 12 da Rua Manuel Jesus Coelho (6º esqº), de cujo projeto de arquitectura tinha sido autor. 
Colaboraram no seu atelier como estagiários Rui Jervis Atouguia, Álvaro Valladas Petersen e Jorge Ferreira Chaves.
Fez diversos projetos juntamente com José Segurado.

## Obras

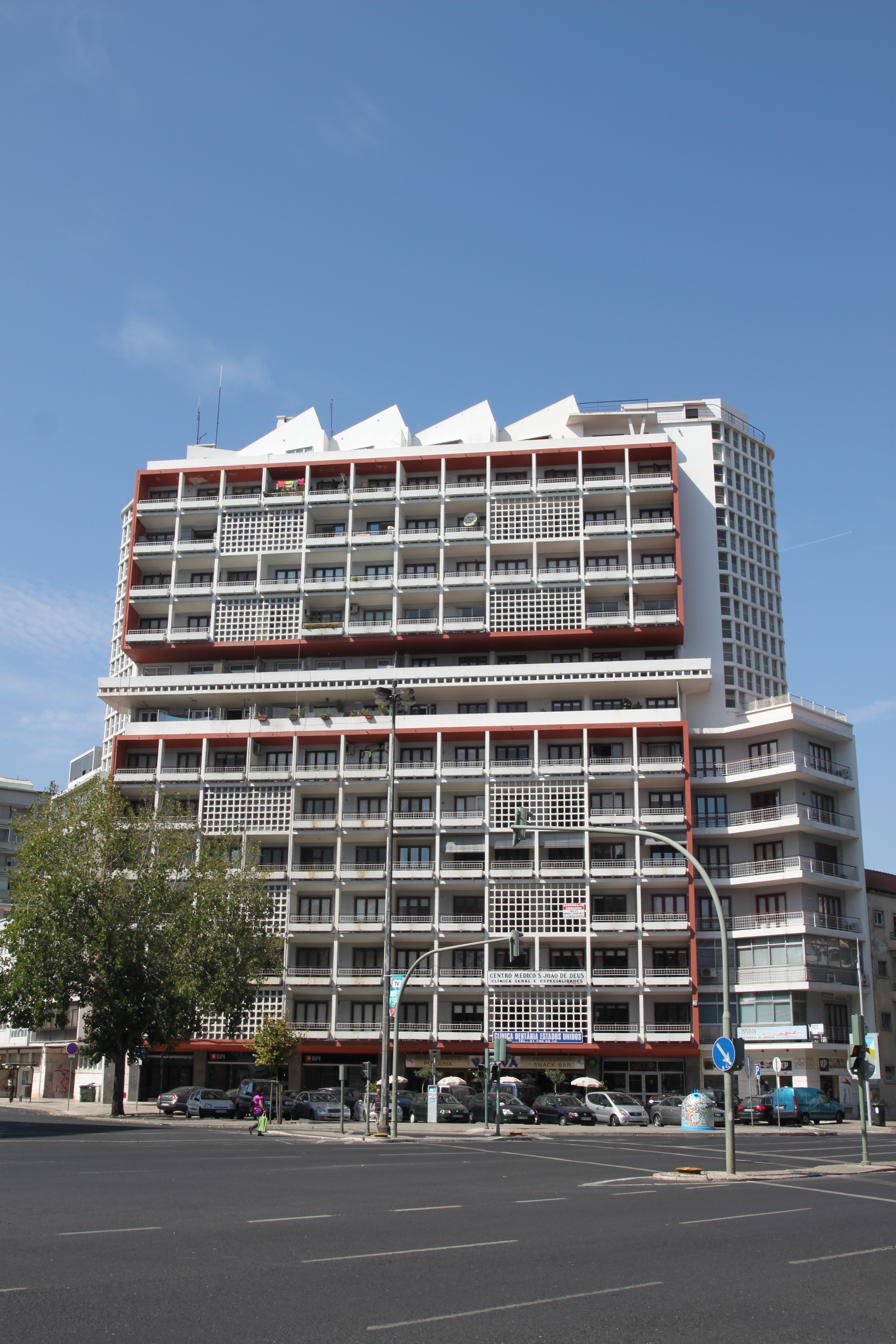
Edifícios no cruzamento das Avenidas de Roma e dos Estados Unidos da América

Na qualidade de arquiteto elaborou largas centenas de projetos, de entre os quais se destacam:

### Em Cascais
- Edifício Cruzeiro no Monte Estoril, também conhecido por Centro Comercial Cruzeiro propriedade de Manuel António da Cruz[5].
- Uma grande parte dos edifícios da baixa de Cascais;
- Trabalhou gratuitamente no projeto da Praça de Touros de Cascais[6], elaborado a pedido da Santa Casa da Misericórdia de Cascais (à época a 2ª maior arena do Mundo, já demolida);
- Clube Naval de Cascais (já fortemente modificado);
- Projecto Geral de arquitetura do Casino do Estoril  (1966) (com José de Almeida Segurado)[7].
- Bairro das Caixas de Previdência, em Cascais;
- Capela do Cemitério da Guia em Cascais;
- Capela da Quinta da Bicuda, em Cascais (antiga Quinta das Farias);
- Hotel Cibra no Estoril (já fortemente modificado, hoje Hotel Vila Galé);
- Hotel Nau (já demolido);
- Numerosas moradias particulares;

### Em Lisboa
- Conjunto da Avenida João XXI (1946 a 1950), (com José Segurado, Joaquim Ferreira (arquitecto) e Guilherme Gomes);
- Conjunto de edifícios no cruzamento das avenidas de Roma e dos Estados Unidos da América (1952), (com José Segurado)[8][9]
- Parte de arquitectura do monumento a Pedro Alvares Cabral, junto ao Jardim da Estrela (1960);
- Cinema Alvalade, em Lisboa (convertido em apartamentos e cinema city);

### No País
- Várias estações de correios e telefones como por exemplo a estação dos correios de Évora (Concurso para Obtenção do Diploma de Arquitecto) e a estação dos telefones do Rossio em Lisboa;
- Igreja de Pias no Alentejo;
- Fábrica de laticínios em Vale de Cambra e outra na Ilha da Madeira.
- Decoração do bar-restaurante Vela Azul (Caxias - 1946)[8].
- Posto de Correios (Évora - 1941).

## Concurso para o Monumento aoInfante D. Henrique
Um projeto que o absorveu com particular intensidade foi o do Concurso Internacional para o Monumento ao Infante D. Henrique em Sagres (1955 e 1956), tendo ficado em 2º lugar num total de 59 candidatos, dos quais apenas cinco foram admitidos a uma segunda fase. Esse projeto consistia num marco de linhas simples com 160 metros de altura e base em forma de triângulo isósceles em que a aresta virada para o mar estaria iluminada de noite a toda a altura. Previa-se também um museu, uma cripta na zona central do monumento, 12 estátuas de 6 metros de altura representando os principais colaboradores do Infante, paineis de mosaicos e baixos relevos. O projeto de engenharia foi da responsabilidade do engenheiro Manuel Duarte Gaspar, a estatuária a cargo do escultor António Duarte, a pintura da responsabilidade do mestre Guilherme Camarinha e os mosaicos da competência do mestre António Lino. Para se poder avaliar o relevo que este concurso teve no panorama arquitectónico da época basta ler opiniões tais como “Dos cinco projectos premiados três são, em minha opinião, triunfos da arquitectura contemporânea: o 1º do arq. João Andresen; o 2º do arq. Nobre de Figueiredo e o 5º do arq. Cassiano Branco.” de Jorge de Sena no Diário Popular de 10 de janeiro de 1957, e de outros intelectuais nos jornais e revistas desse tempo.